# Encore (album de Tangerine Dream)
Pour les articles homonymes, voir Encore.
Albums de Tangerine Dream
Sorcerer
(1977) Cyclone
(1978)
Encore est un album du groupe Tangerine Dream enregistré en public lors de sa tournée en Amérique du Nord en mars/avril 1977. Les photographies de la pochette sont de Monique Froese.

## Titres
| 1.    | Cherokee Lane    | 16:19 |
| 2.    | Monolight        | 19:54 |
| 3.    | Coldwater Canyon | 18:06 |
| 4.    | Desert Dream     | 17:30 |
| 71:49 |                  |       |

## Personnel
- Edgar Froese ; Guitare, Synthétiseur Moog Modulaire, Mellotron Mark V, Grand Piano Steinway, Oberheim Four Voice, ARP Omni, Projeckt Elektronik sequencer, producteur, ingénieur, mastering.
- Christopher Franke : Synthétiseur Modulaire Projekt Elektronik, Séquenceur Projekt Elektronik, Piano Électrique Fender Rhodes, Vocoder EMS, Mellotron M400, ELKA Rhapsody 610, ARP Pro Soloist, producteur, ingénieur, mastering, mixing.
- Peter Baumann : Séquenceur Projekt Elektronik, Séquenceur Digital Computerstudio, Oberheim ob-1, ELKA Rhapsody 610, Percussion Électronique, ARP Pro Soloist, Séquenceur Oberheim, Synthétiseur Moog Modulaire, Mellotron M400, Producteur, Ingénieur, Séquences, Mastering.